# Елисеев, Александр Михайлович
Елисеев Александр Михайлович (род. 7 октября 1955, Новомаксимовский, Сталинградская область) — российский военный деятель, генерал-полковник внутренней службы (13.12.2012).

## Биография
Из семьи рабочего. На военной службе с 1972 года. Окончил Московское военное училище Гражданской обороны СССР в 1976 году. С 1976 по 1982 годы служил в 151-м отдельном механизированном полку гражданской обороны (г. Химки, Московская область). В 1986 году окончил Военно-инженерную академию имени В. В. Куйбышева (1986). С 1986 года — заместитель командира 147-го отдельного механизированного полка гражданской обороны (г. Ногинск, Московская область). С 1989 года проходил службу в штабе Гражданской обороны СССР и в Главном управлении МЧС России по городу Москве.
С 1997 года — первый заместитель, а с июня 2000 года — начальник Главного управления МЧС России по Москве. Неоднократно принимал участие в проведении аварийно-спасательных работ и гуманитарных операций в различных регионах страны и за рубежом (в том числе, тушение лесных пожаров в Московской области, ликвидация последствий взрывов жилых домов на улице Гурьянова, Каширском шоссе, в подземном переходе под Пушкинской площадью, взрыва на станции метрополитена «Лубянка», пожаров на Останкинской телебашне, на железнодорожной станции «Люблино-сортировочное», на заводе «Серп и Молот» и в комплексе «Москва-Сити», в ликвидации последствий обрушения «Трансвааль-парка» и многих других).
Назначался руководителем гуманитарных операций в Афганистане, Косово, Таджикистане, Кыргызстане, Южной Осетии, Абхазии. Выезжал в служебные командировки в зону боевых действий в Чеченской Республике. Направлялся для руководства спасательными операциями и в другие регионы Российской Федерации (Якутия, Волгоградская область и другие).
Указом Президента России от 9 июня 2012 года был уволен с военной службы и переназначен на должность начальника Главного управления Министерства Российской Федерации по делам гражданской обороны, чрезвычайным ситуациям и ликвидации последствий стихийных бедствий по г. Москве уже как гражданское лицо
Кандидат экономических наук.
6 апреля 2015 года освобождён от занимаемой должности.
Живёт в Москве.
С 2015 года — председатель Московского отделения Общероссийской общественной организации «Российский Союз Спасателей». Член регионального штаба московского отделения ОНФ и московского регионального политического совета партии «Единая Россия».

## Награды
- орден «За военные заслуги» (2012)[5]
- орден Почёта (2005)
- орден Дружбы (1999)
- орден Дружбы (2009, Южная Осетия)[6]
- Медаль «За отвагу на пожаре» (1981, СССР)
- ведомственные награды МЧС России, Минобороны России и др.